# Joaquín Galera Magdelano
Joaquín Galera Magdelano   (Baúl, 26 de març de 1940 - 14 d'abril de 2025) va ser un ciclista espanyol, que fou professional entre 1961 i 1972. El seu principal èxit esportiu l'aconseguí en guanyar una etapa al Tour de França de 1965.
Era el germà gran del també ciclista Manuel Galera.

## Palmarès
- 1964
  -  Campió d'Espanya de Muntanya
  - 1r a la Pujada a Arrate
  - 1r a Reineta
- 1965
  - 1r a la Vuelta a los Valles Mineros
  - 1r a la Pujada al Naranco
  - 1r a Reineta
  - Vencedor d'una etapa al Tour de França
- 1966
  - 1r a Reineta
- 1967
  - 1r al Critèrium de Gexto
  - Vencedor d'una etapa a la Volta a La Rioja
- 1969
  - Vencedor d'una etapa a la Volta al País Basc
- 1970
  - 1r al G.P. Martorell
  - 1r a la Pujada a Arrate
  - Vencedor d'una etapa a la Volta a Andalusia
- 1971
  - Vencedor d'una etapa al Giro de Sardenya

### Resultats al Tour de França
- 1964. 17è de la classificació general
- 1965. 35è de la classificació general. Vencedor d'una etapa
- 1966. 15è de la classificació general
- 1969. 11è de la classificació general

### Resultats a la Volta a Espanya
- 1965. 16è de la classificació general
- 1970. 8è de la classificació general
- 1971. 34è de la classificació general

### Resultats al Giro d'Itàlia
- 1968. Desqualificat per dopatge[3]
- 1970. Abandonament